# Таганрозька кондитерська фабрика
Таганрозька кондитерська фабрика — кондитерське підприємство в Росії, Ростовська область.

## Історія
Таганрозька кондитерська фабрика була заснована в 1933 році на базі розташованої за адресою вул. Петровська, 51 приватної кулінарної майстерні. У 1937 році тут працювало 90 осіб, до 1941 року число працівників збільшилося до 170. Праця була, в основному, ручною; випускалося 7—8 тонн продукції на добу.
У період німецької окупації (1941—1943) на фабриці випікали хліб для німецьких солдатів. Після звільнення міста фабрика знову перейшла на випуск печива, пряників і простих цукерок. У 1945 році вона отримала назву «Імені 8 Березня».
У 1950—1960 роках велася реконструкція підприємства та його технічне оснащення, у тому числі імпортним обладнанням. Після цього Було на фабриці було освоєно виробництво драже, ірису, карамелі, потім — мармеладу, пастили, зефіру (у тому числі в шоколаді). У цей час Таганрозька кондитерська фабрика входила до складу Росткондитероб'єднання.
У зв'язку з неможливістю подальшого розширення виробництва на старій і тісній ділянці в центрі Таганрога, в 1988 році відбулося об'єднання кондитерської фабрики з Міськхарчкомбінатом з поступовим її переведенням на територію МХК (харчокомбінат був створений у 1970 році шляхом злиття заводу харчових продуктів, що мав олійницю з винзаводом). При з'єднанні Міськхарчкомбінату і Таганрозької кондитерської фабрики підприємство отримало нову назву — «Кондитерська фабрика „Таганрозька“». Виробництво кондитерських виробів — цукерки, драже, зефір, пастила, пастила, мармелад і печиво — розмістилося на ділянці колишнього винзаводу. На території колишнього МХК знаходилися цехи з виробництва халви та козинаків, на місці маслярні — маслоцех.
З 1993 по 2007 рік підприємство називалося АТЗТ «Монада». З 2007 по 2013 рік — «Таганрозька кондитерська фабрика». З 2013 року по теперішній час — ТОВ «Таганрозька кондитерська фабрика».